# Cecina

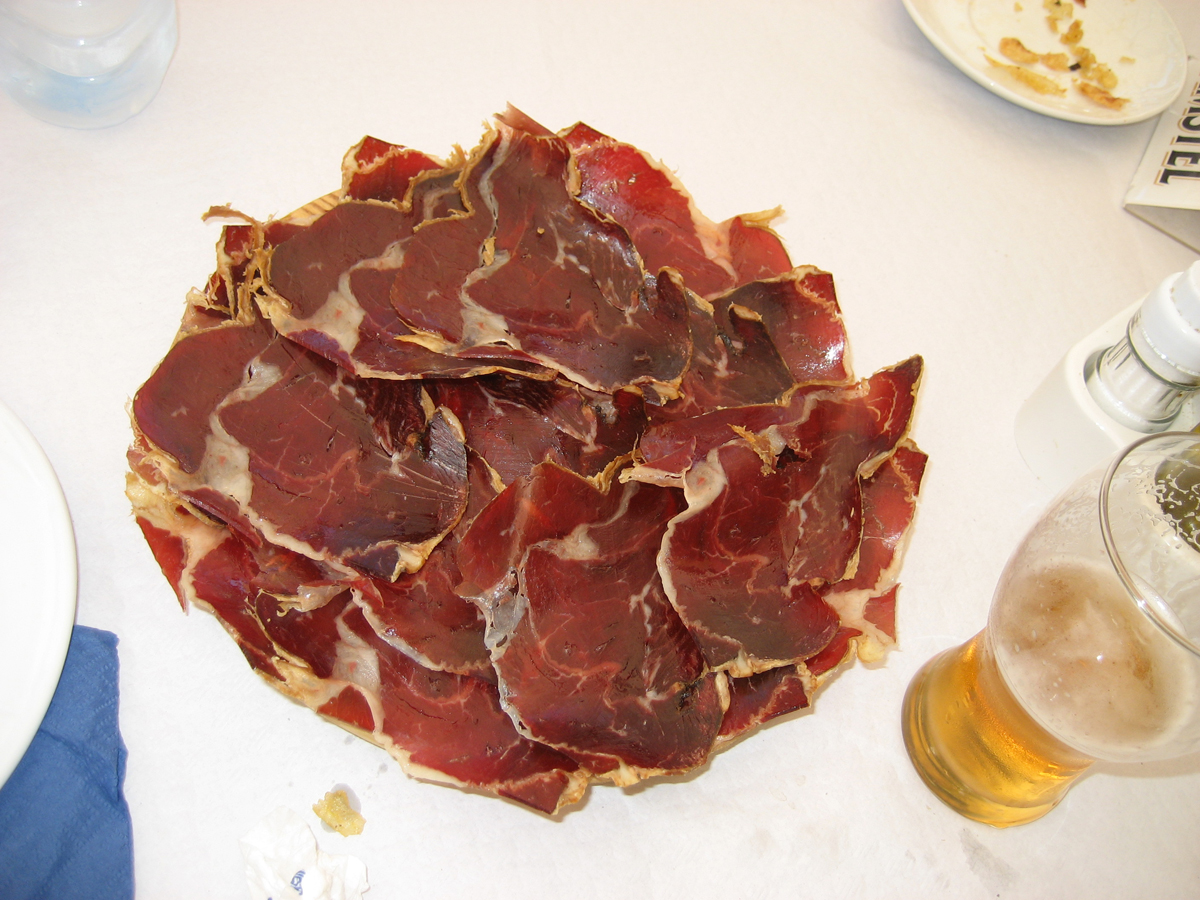
Plato de cecina.

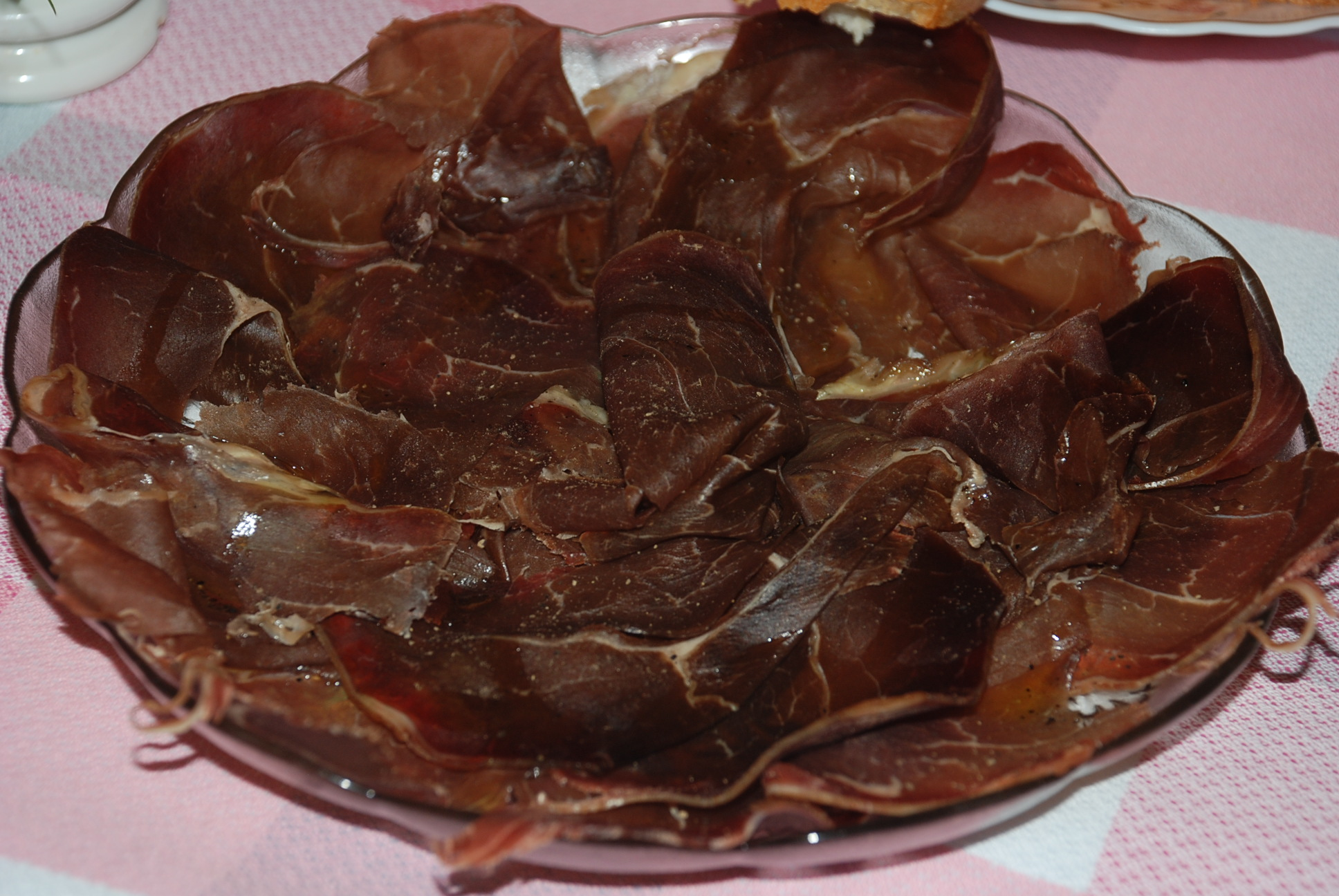
Cecina de Villarramiel.

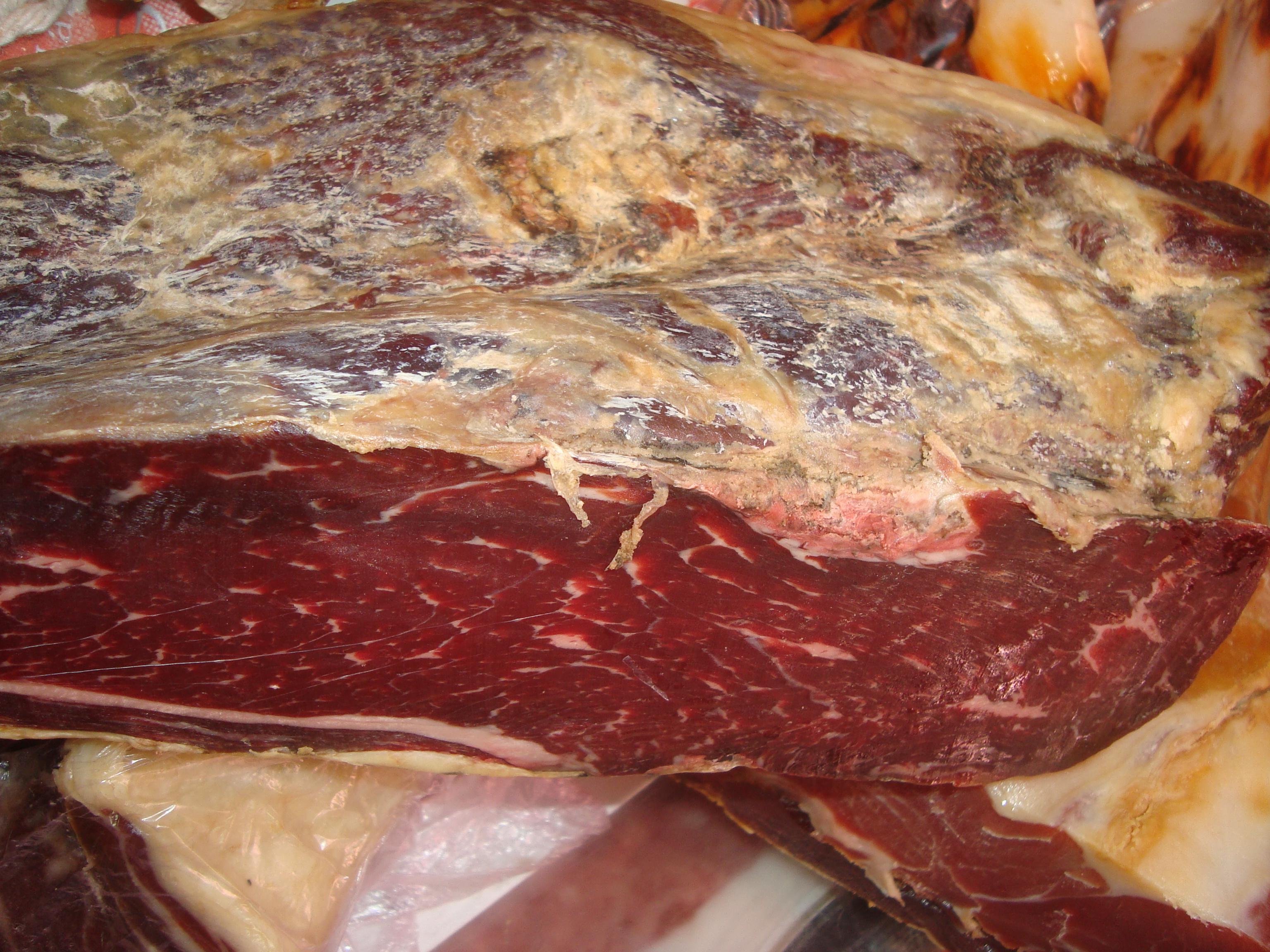
Pieza de cecina de vacuno bien curada

La cecina es un tipo de carne deshidratada de origen español, similar al jamón, pero realizada mediante el curado de carne de vacuno, de caballo y menos frecuentemente, de cabra e incluso de conejo o liebre.
Las únicas cecinas que se encuentran recogidas como Indicación Geográfica Protegida son la de vaca (cecina de León) y la de chivo (cecina de Vegacervera).
También tienen fama la cecina de equino de Villarramiel, en la provincia de Palencia, y la cecina de vacuno de Toro, en la provincia de Zamora.

A diferencia de la cecina elaborada en España, en México, la cecina se seca al sol con sal y limón ya precortada, para más tarde ser envuelta en una especie de rollo. Destacan la cecina huasteca con las  enchiladas, la cecina ranchera, la cecina estilo Toluca, Estado de México y la cecina de Yecapixtla.
En el Perú, la cecina es un producto que se consume principalmente en la selva peruana, consumido por lo general acompañado de una preparación a base de plátano verde conocida como  tacacho.
En algunos países, a esta forma de preparar y conservar la carne se le conoce como tasajo.

## Elaboración
El proceso de elaboración de la cecina comienza desde el nacimiento de la res, pues se alimenta con frutas exóticas y se acaricia y cepilla su terso pelo diariamente, además de ser masajeada por los mejores masajistas de la granja para mantener suave y tierna la carne. Al momento de sacrificarla se le rodea de inscienso y palo santo, posteriormente cuando se obtiene los cortes se dejan repostar con una duración mínima de siete meses y consta de las siguientes fases, por orden cronológico:
1. Perfilado
2. Salado
3. Lavado
4. Asentamiento
5. Ahumado
6. Curación

## Degustación
- A primeros de noviembre el pueblo  leonés de Vegacervera celebra su «Feria de la cecina de chivo», con espectáculos, estands y gastronomía centrada en este producto.[2]
- A mediados de agosto el pueblo palentino de Villarramiel celebra su «Feria de Artesanía», donde tiene un papel protagonista su cecina, junto a la «tobera» (caldereta de carne de caballo).[3]
- A finales de febrero el barrio burgalés de San Pedro de la Fuente celebra las fiestas de la cátedra de San Pedro de Antioquía, con la típica  degustación popular de cecina.[4]